# Gabriele Dalla Valle
Gabriele Dalla Valle (né le 10 juillet 1972 à Vicence en Vénétie,) est un coureur cycliste italien, professionnel à la fin des années 1990. Bon sprinteur, il a notamment remporté trois étapes du Tour de Slovaquie et une étape du Circuito Montañés durant sa carrière. Il s'est également imposé sur diverses courses amateurs en Italie.

## Palmarès
- 1993
  - Trophée Visentini
  - Coppa Regole Spinale e Manez
  - Prologue du Tour de la Vallée d'Aoste (contre-la-montre par équipes)
  - 3e du Giro del Medio Brenta
- 1995
  - Milan-Reggio d'Émilie
  - Trofeo Piva
- 1996
  - Gran Premio Ciclistico Arcade
  - Gran Premio Città di Guastalla
  - 3e de Treviso-Montebelluna
- 1997
  - 3e, 5e et 8e étapes du Tour de Slovaquie
  - 2e du Grand Prix Ost Fenster
- 1998
  - 8ea étape du Circuito Montañés